# Anthomyia simensis
Anthomyia simensis este o specie de muște din genul Anthomyia, familia Anthomyiidae. A fost descrisă pentru prima dată de Jaennicke în anul 1867. Conform Catalogue of Life specia Anthomyia simensis nu are subspecii cunoscute.